# Прованов, Григорий Васильевич
Григо́рий Васи́льевич Прова́нов (1901—1942) — участник Великой Отечественной войны, командир 69-й танковой бригады 4-го танкового корпуса Донского фронта, Герой Советского Союза, подполковник.

## Биография
Родился в 1901 году в деревне Коширино Вязниковского уезда Владимирской губернии в русской старообрядческой семье.
Окончил начальную школу. Работал на заводе в Петрограде. Участник Гражданской войны. В 1922 году окончил партшколу, работал в городе Коврове Владимирской области. Член ВКП(б) с 1925 года.
В Красной Армии в 1919—1921 годах и с 1939 года. Окончил КУКС. На фронтах Великой Отечественной войны с 1941 года.
Подполковник, командир 69-й танковой бригады. Геройски проявил себя во время Сталинградской битвы.
За период с 19 ноября по 4 декабря 1942 года со своим экипажем уничтожил 8 немецких танков, 12 противотанковых орудий, 6 миномётов, 25 пулемётных точек и 350 автомашин.
Погиб в бою при Карповке 5 декабря 1942 года. Похоронен в городе Калач-на-Дону.
Указом Президиума Верховного Совета СССР «О присвоении звания Героя Советского Союза начальствующему составу Красной Армии» от 4 февраля 1943 года за «образцовое выполнение боевых заданий командования на фронте борьбы с немецкими захватчиками и проявленные при этом отвагу и геройство» Григорию Васильевичу Прованову посмертно было присвоено звание Героя Советского Союза.

## Награды
- Награждён орденами Ленина и Красной Звезды.

## Память
- Имя Григория Прованова высечено на барельефе в форме звезды, установленном в городе Вязники на Аллее Славы возле Вечного Огня, вместе с именем другого вязниковца, Героя Советского Союза — Ивана Степанович Носова.
- Также его имя высечено на стеле героев Советского Союза — участников Сталинградской битвы на Аллее Героев в Волгограде.